# Yemen
Lo Yemen (AFI: /ˈjɛmen/; in arabo اليمن‎?, al-Yaman), ufficialmente Repubblica dello Yemen (in arabo الجمهوريّة اليمنية‎?, al-Jumhūriyya al-Yamaniyya), è uno Stato situato all'estremità meridionale della Penisola araba.
La repubblica, oltre al territorio continentale, comprende l'arcipelago di Socotra, composto da quattro isole fra cui l'isola di Socotra nell'Oceano Indiano, e gli arcipelaghi di Perim, Kamaran e Zuqur-Hānīsh nel Mar Rosso. Confina a nord con l'Arabia Saudita, a est con l'Oman, a ovest con il Mar Rosso, a sud con il golfo di Aden. La sua capitale è San'a.
Economicamente, lo Yemen è tra i Paesi più poveri del mondo, con condizioni di sottosviluppo diffuso e dipendenza pressoché totale da aiuti esterni, nonostante indubbi progressi siano stati fatti dal 1990, anno della riunificazione.

## Storia

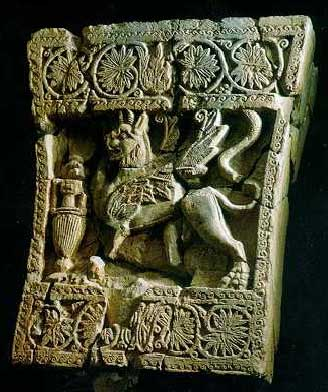
Grifone dal palazzo reale di Shabwa, antica capitale del regno di Ḥaḍramawt (Aden, Museo Nazionale)

Lo Yemen è uno dei più antichi centri di civilizzazione del mondo. Fino almeno dal secondo millennio a.C. nella regione si sono insediate popolazioni che hanno sfruttato le particolari caratteristiche orogenetiche del territorio. Ricco di alture e di corsi d'acqua a carattere perenne, lo Yemen (dalla radice semitica <y-m-n>, lett. "destro" o "meridionale") ospita un tipo di vegetazione che produce sostanze particolarmente appetite dalle culture circostanti, che gli antichi Greci chiamavano aromata e che, sinteticamente, possiamo riferire essenzialmente all'incenso.
La capacità di influire idrograficamente sul territorio permise, fin dalle epoche più antiche, ai Sabei che colonizzarono il paese di mettere a frutto la fertilità del suolo, tanto da legittimare il detto beduino secondo cui lo Yemen è un posto in cui non sono necessarie le provviste perché la natura dà tutto.
Tra il IX secolo a.C. e il VI secolo, nello Yemen si svilupparono diversi regni: Sabà, quello di Awsan, dei Minei, dei Qatabanici, del Ḥaḍramawt e quello himyarita, e altri ancora che controllavano diversi importanti centri commerciali.
Lo Yemen era noto agli antichi romani come Arabia Felix per via dei suoi lucrosi traffici commerciali. Augusto provò a conquistarla, ma la spedizione fallì. Nel 525 fu annessa al regno etiope di Aksum e nel 572 all'impero persiano dei Sasanidi.
A seguito della distruzione di Maʾrib molti Sabei, tra la fine del VI secolo e l'inizio del VII secolo abbandonarono la regione e migrarono nel Nord Africa e nella parte settentrionale della penisola Araba.
Dal VII secolo il Paese seguì la sorte del califfato, dapprima quello omayyade e poi abbaside, pur godendo di ampi spazi di autonomia sostanziale a causa di una sempre maggiore "perifericità", sfruttata da vari movimenti ereticali islamici per sfuggire alla repressione delle autorità sunnite di Damasco dapprima e di Baghdad successivamente. Così il Kharigismo ibadita e quindi l'alidismo più estremo (che prese le forme dello Zaydismo) s'impiantarono in modo più o meno indisturbato nelle aspre regioni yemenite.
Come il resto della Penisola araba, anche lo Yemen prese a muoversi nell'orbita dell'Egitto, il Paese che, con le sue coste orientali che s'affacciano sul Mar Rosso, aveva minori problemi per mantenere un accettabile interscambio con le regioni yemenite.
Nello Yemen si susseguirono dinastie locali, la più interessante delle quali, tra il IX e i primi dell'XI secolo, fu quella zaydita, del tutto rispettosa nei confronti del califfato abbaside.
Nelle aree fra Janad e in Ḥaḍramawt sorse allora la dinastia yuʿfiride, chiamata a reggere il governatorato yemenita settentrionale proprio da uno Ziyadide, mentre cominciava ad affermarsi nel paese lo Sciismo zaydita e quello ismailita-fatimide che ai primi del X secolo si era impadronito dell'Egitto.

Gli Zayditi, sotto la guida di Yaḥyā b. al-Ḥusayn al-Rassī (il futuro al-Hādī ilā l-Ḥaqq), assunsero il controllo dell'oasi di Najrān, avviando una dinastia che, a causa del suo nome, fu chiamata rasside, in grado di sopravvivere fino alla fine del XIV secolo.

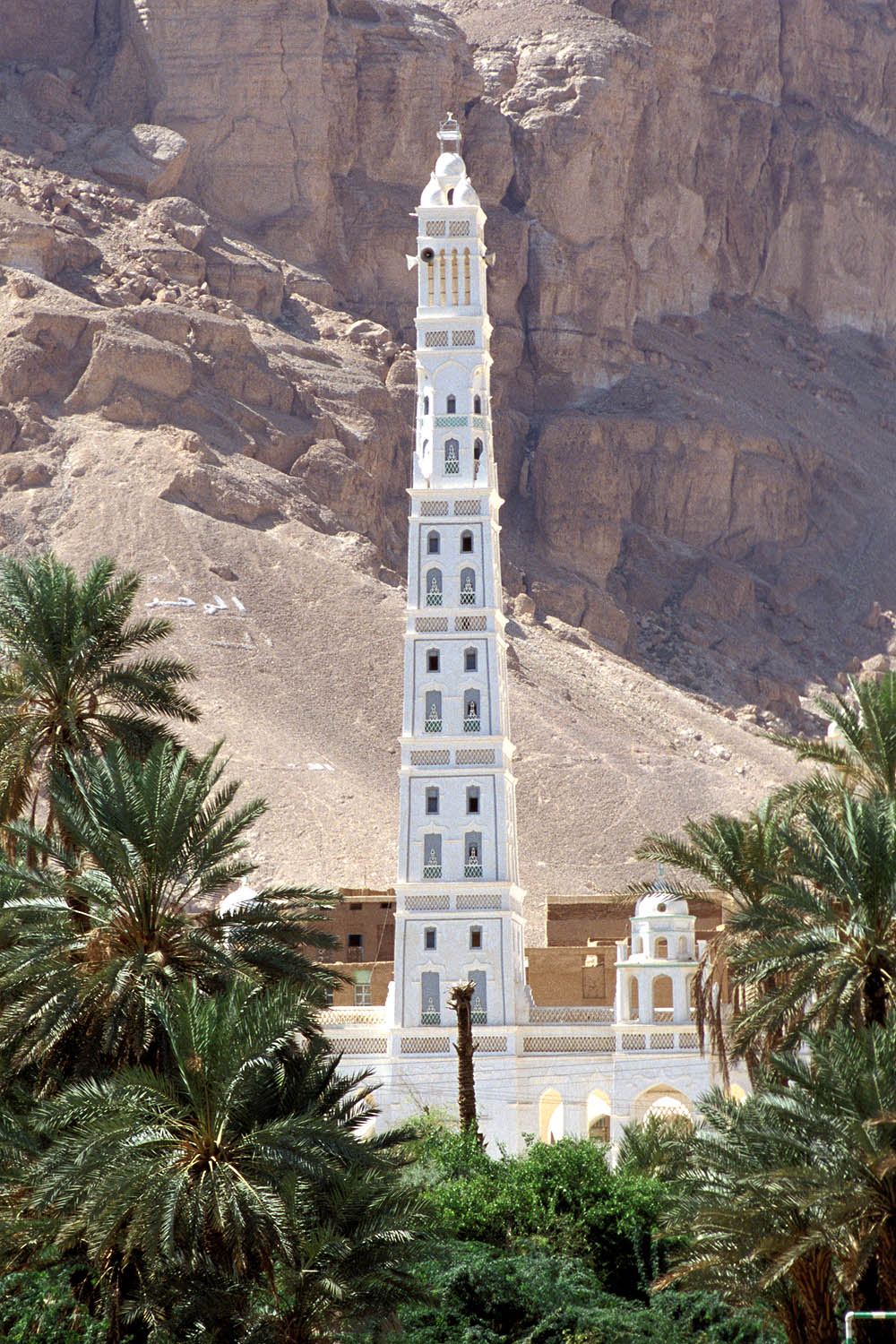
Minareto della moschea al-Muḥḍār a Tarīm

I Fatimidi intanto riuscirono a tessere un'abile tela politica che portò infine al potere nel meridione yemenita la dinastia sulayhide (1047-1138), a essi fedele, sostituendosi a quella yuʿfiride. Fra tutte le personalità di questa dinastia merita una speciale menzione una donna che governò con mano ferma i domini del suo defunto marito ʿAlī al-Ṣulayḥī: la Sayyida al-Ḥurra (La Signora Libera), Arwā bint Aḥmad, nota anche come la "piccola Bilqīs", in grado di regnare con grande intelligenza ed energia per 53 anni (1084-1137).
Tra il 1099 e il 1173 Ṣanʿāʾ cadde sotto le mani dei Banū Ḥātim, sultani di Hamdān, mentre ʿAlī b. Mahdī (il cui Islam era venato di elementi kharigiti) cercava di ritagliarsi un suo proprio dominio. Proprio per sfuggire a questo pericolo incombente, la città di Zabīd si appellò all'allora vizir dei Fatimidi, Saladino, che inviò nello Yemen per "pacificarlo" suo fratello Shams al-Dīn Tūrānshāh.
Più tardi, dopo una serie di governatori ayyubidi il Paese fu affidato alla dinastia vassalla dei Rasulidi, che si dimostrarono governanti non disprezzabili, riuscendo a dare nuovo impulso anche culturale e architettonico allo Yemen.
A metà del XV secolo la dinastia divenne preda dei soldati schiavi (mamelucchi) dei Rasulidi e di una famiglia loro avversa: quella dei Tahiridi (da Ṭāhir b. Maʿūkha), uno dei signori del Juban e di al-Miqrāna.
Nel XVI secolo, fino al XX secolo lo Yemen entrò a far parte dell'Impero ottomano (anche se lo Zaydismo di fatto seguitò a governarne le regioni più interne) che aveva conquistato l'Egitto e la Siria e che per vari motivi (strategici certamente, ma anche spirituali) volle a tutti i costi prendere il controllo della Penisola araba, pur contentandosi nei fatti di controllare le sole città costiere e che, in alcuni momenti, prese il controllo anche delle zone più meridionali.
Il Nord dello Yemen divenne indipendente dall'Impero ottomano nel 1918 e nel 1962 vi fu proclamata la Repubblica Araba dello Yemen.
Nel 1839 l'Impero britannico aveva occupato il porto della città di Aden e ne aveva fatto una colonia, circondata da alcuni protettorati su cui esercitava un'effettiva influenza. Nel 1967 i britannici, sotto la spinta di forze insurrezionaliste, fomentate soprattutto dall'Egitto, si ritirarono e qui nel 1970 fu instaurato il regime marxista della Repubblica Democratica Popolare dello Yemen, nota anche come Yemen del Sud. Nel 1978 iniziò nel Nord il governo assolutista di ʿAlī ʿAbd Allāh Ṣāleḥ.
Le posizioni rivoluzionarie del governo dello Yemen del Sud hanno causato il suo isolamento all'interno della penisola arabica. Le monarchie assolute della regione si considerano minacciate, considerando lo Yemen del Sud come l'avanguardia di potenziali movimenti rivoluzionari nei loro stessi stati. Questi, in particolare l'Arabia Saudita, promuovono l'isolamento economico del paese e sostengono le incursioni armate dei gruppi di opposizione, costringendo il regime a concentrarsi sulle spese militari e di difesa a scapito dello sviluppo. Lo Yemen meridionale è stato oggetto di diversi interventi militari: dall'Arabia Saudita nell'ottobre 1968, dicembre 1969 e novembre 1970; dallo Yemen del Nord nel settembre e ottobre 1972; e gli aerei britannici hanno bombardato la città di Hauf nel maggio 1972. Le difficoltà economiche sono ulteriormente aggravate dalla chiusura del canale di Suez a partire dal giugno 1967 (su cui si basava gran parte delle attività del porto di Aden) e dalla fuga dell'élite economica privata. L'entroterra, prevalentemente desertico, ha un potenziale limitato.
Nonostante questo ambiente ostile, il regime dello Yemen meridionale sta adottando importanti riforme politiche, sociali ed economiche: istruzione universale, servizi sanitari gratuiti, uguaglianza formale per le donne. Anche il governo sta cercando di combattere il tribalismo. Il divario tra le condizioni di vita rurale e quelle urbane è notevolmente ridotto; il regime, alcuni dei cui leader erano di origine rurale, ha fatto in modo che la campagna non fosse trascurata nonostante la bassa densità di popolazione e le dimensioni geografiche del paese. Tuttavia, i ricorrenti conflitti tra le fazioni all'interno del governo finiranno per minare la sua credibilità.
Dopo alcuni anni di trattative, il 22 maggio 1990 i due Stati yemeniti si riunirono in un unico Stato, l'attuale Yemen. Nel luglio 1994 alcuni ufficiali e politici di ispirazione marxista proclamarono la secessione della regione meridionale dello Yemen che assunse il nome di Repubblica Democratica dello Yemen con capitale Aden. Non riconosciuto a livello internazionale, questo tentativo di secessione venne stroncato in due settimane di combattimenti dalle forze governative. Non si verificarono rappresaglie di rilievo e fu garantita l'amnistia ai combattenti e ai membri della frangia secessionista, con l'eccezione dei capi che riuscirono in buona parte a fuggire all'estero. Successivamente vennero avviate riforme politiche allo scopo di evitare nuove possibili ribellioni, in particolare venne stabilita l'elezione del Presidente della Repubblica con voto popolare.
Il 27 febbraio 2012 Ṣāleḥ, a seguito della rivolta yemenita, ha formalmente ceduto il potere al suo ex vice, ʿAbd Rabbih Manṣūr Hādī.
Il 22 gennaio 2015, a seguito di un tentativo di colpo di Stato da parte della importante minoranza zaydita Huthi, il presidente, ʿAbd Rabbih Manṣūr Hādī, e il Primo ministro, Khālid Baḥāḥ, uomo di compromesso fra il passato regime e le figure uscite dalla Primavera Araba, hanno rassegnato le dimissioni. 
La Costituzione del Paese affida dunque la carica di presidente ad interim al presidente del Parlamento, figura ritenuta vicina al predecessore di Hādī, Ṣāleḥ. A seguito della situazione di caos istituzionale quattro amministrazioni regionali del sud del Paese hanno confermato di non prendere più ordini dal governo centrale.
Il 21 febbraio 2015 Hādī abbandonò Ṣanʿāʾ per Aden, sua città natale e sua roccaforte nel Sud del Paese. Immediatamente diramò una trasmissione televisiva in cui smentiva le proprie dimissioni, condannava il colpo di Stato e invocava il proprio riconoscimento quale Presidente costituzionale dello Yemen. In marzo, Hādī dichiarava Aden "capitale transitoria".
Il 25 marzo 2015, per fermare l'avanzata degli Huthi nella guerra civile yemenita, 150 000 uomini delle forze di terra e 100 aerei dell'aeronautica militare dell'Arabia Saudita - forte del sostegno di 10 Paesi arabi (quelli del Golfo, oltre che dell'Egitto, del Sudan, del Marocco e della Giordania) - hanno colpito le posizioni degli Huthi nella più imponente azione bellica mai effettuata dal Regno, nell'evidente tentativo di riportare al potere ʿAbd Rabbih Manṣūr Hādī (riparato nel frattempo a Riyad), distruggendo le scarse attrezzature militari degli insorti sciiti e acquisendo il totale controllo degli spazi aerei yemeniti.
La Repubblica Islamica dell'Iran non ha mancato di levare la sua voce di protesta, ammonendo l'Arabia Saudita a fermare immediatamente il suo intervento militare.
Nell'ottobre 2015 Amnesty International ha diffuso un rapporto nel quale accusa l'Arabia Saudita di crimini di guerra in Yemen, in particolare per l'uso di bombe a grappolo e bombardamenti di scuole e altri obiettivi civili, soprattutto nel governatorato di Ṣaʿda, tenuto dagli Huthi. Il 26 ottobre e il 2 dicembre, l'Arabia Saudita ha bombardato due cliniche di Medici senza Frontiere, a Ṣaʿda e ad al-Ḥūbān. Nell'aprile 2016, Human Rights Watch denuncia che a marzo sono state usate da parte dell'Arabia Saudita bombe a grappolo di fabbricazione statunitense contro la cittadina di Mastaba, uccidendo 107 civili, tra cui 25 bambini - il secondo attacco per numero di morti in Yemen. Nel corso del 2016, diventa chiaro nella stampa internazionale che l'Arabia Saudita riceve un consistente aiuto sotto forma di armi e denaro da parte di alcuni paesi occidentali (soprattutto Stati Uniti e Gran Bretagna, ma anche l'Italia). Secondo l'ONU, quasi 9 400 yemeniti sono stati uccisi nel corso di un anno dall'inizio dell'attacco saudita (marzo 2015), tra cui 2 230 bambini, e feriti altri 16 000.

## Geografia

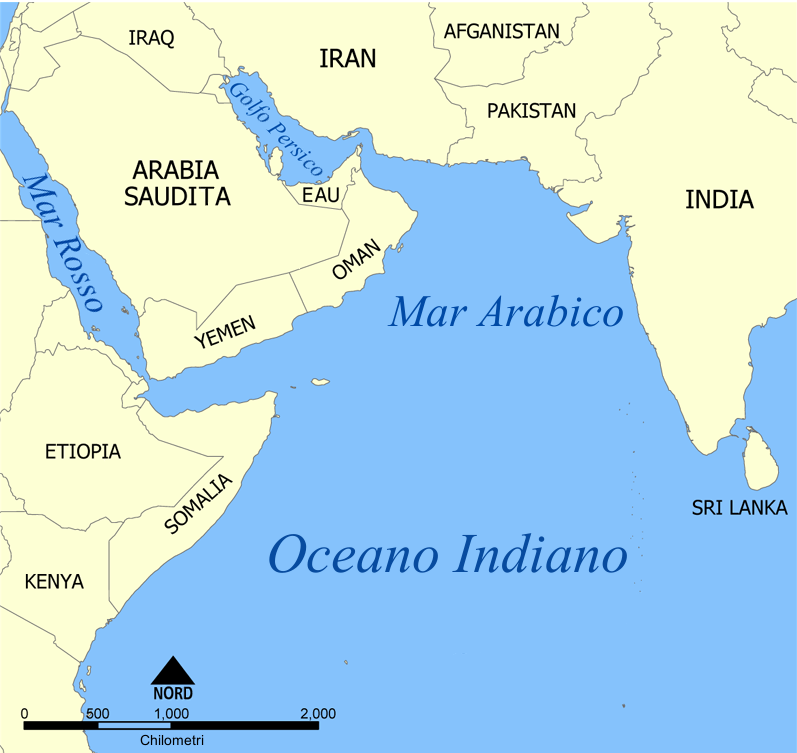
Mappa del mar Arabico

Lo Yemen si trova nel medio oriente, nel sud della penisola araba. Confina a sud-est con il mar Arabico, a sud con il golfo di Aden, a ovest con il mar Rosso, a nord con l'Arabia Saudita e ad est con l'Oman. Le frontiere con l'Arabia Saudita sono state definite con esattezza solo recentemente, in quanto si tratta di territori per larga parte disabitati.
Appartengono allo Yemen le isole Hanish e l'isola di Zuqar, l'isola di Kamaran e di Perim, tutte nel mar Rosso, mentre l'isola yemenita di Socotra si trova nel mar Arabico.
Con una superficie di 527970 km² lo Yemen è il 49º stato per estensione territoriale (viene dopo la Francia). Per dimensioni si può comparare alla Thailandia.

### Confini
Confina a nord con l'Arabia Saudita e a est con l'Oman. Le sue coste sono bagnate a ovest dal Mar Rosso e a sud dal Golfo di Aden (Oceano Indiano).

### Morfologia

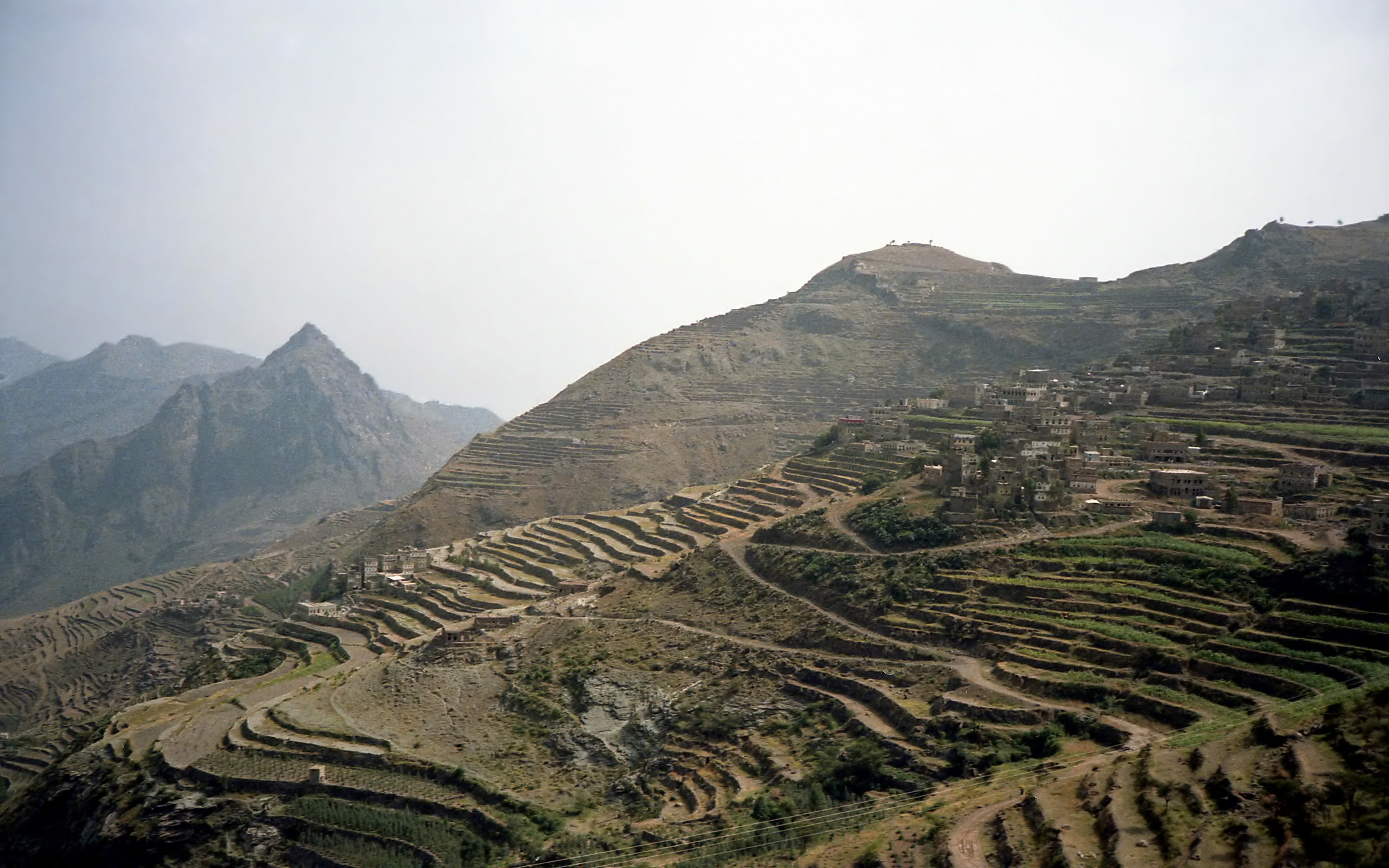
Montagne nel nord dello Yemen

Lo Yemen, dal punto di vista geografico, si può dividere in quattro regioni principali: le pianure costiere a occidente, gli altopiani occidentali, quelli centrali e il deserto del Rub' al-Khali a est.
Le pianure costiere dette Tihāma (terre calde), sono molto aride. Nonostante ciò sono presenti diverse lagune, spesso malsane in quanto infestate da insetti portatori della malaria.

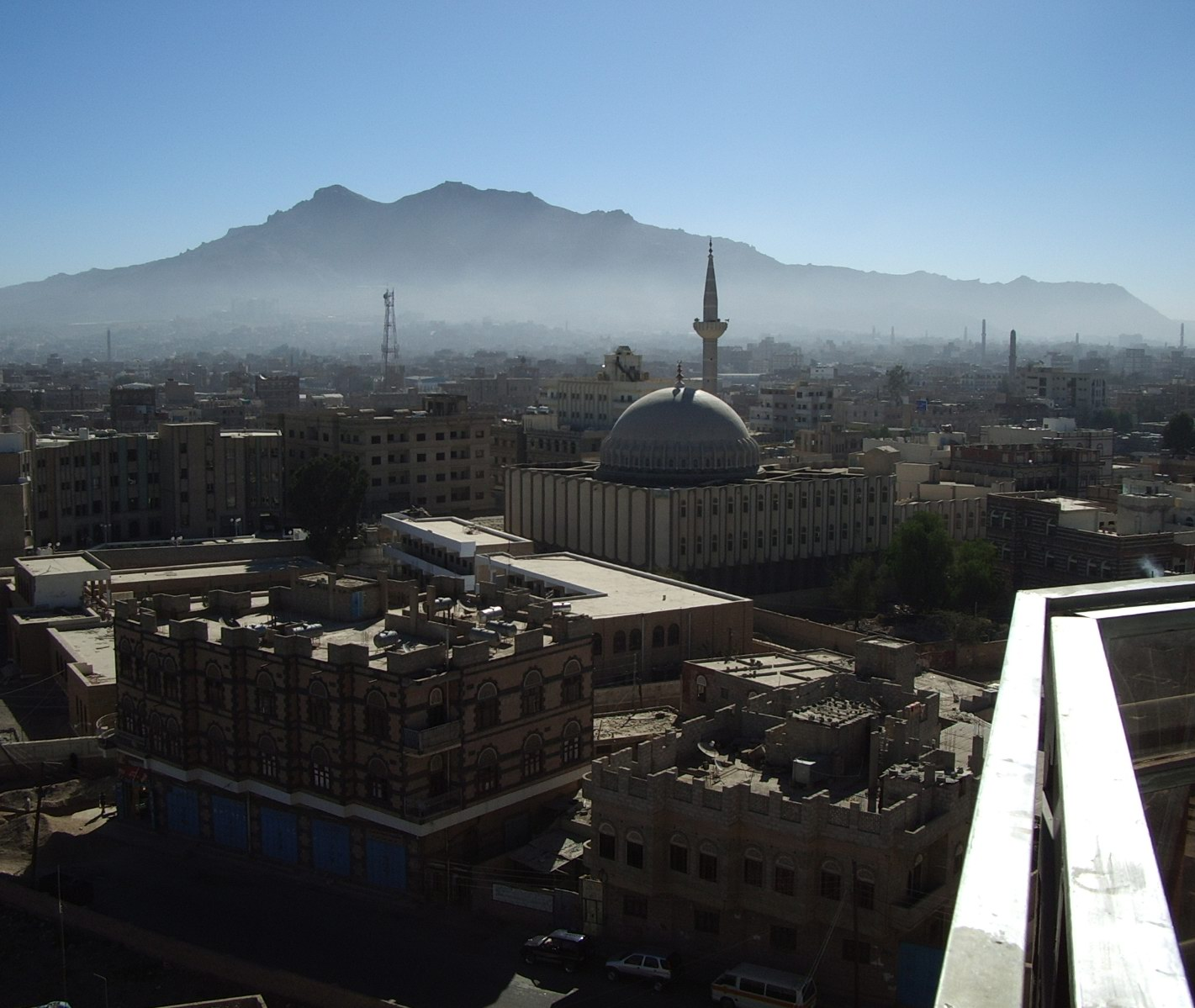
Panorama di Sanʿāʾ.

Le Tihāma terminano bruscamente ai piedi degli altopiani occidentali. Quest'area di rilevi collinari e montani è oggi intensivamente terrazzata per far fronte al fabbisogno di cibo, presenta la più alta quantità di precipitazioni d'acqua della Penisola araba; si passa dai 100 mm all'anno delle zone più aride ai 760 mm annui di Ta'izz, e agli oltre 1 000 di Ibb. Qui l'agricoltura si presenta molto diversificata, con predominanza di colture di sorgo, ma con la presenza anche di coltivazioni di cotone e di alberi da frutta tra cui il mango. Notevole è la differenza delle temperature tra il giorno e la notte. In questa regione si trovano corsi d'acqua perenni. L'evaporazione nella Tihāma è però così forte che i corsi d'acqua provenienti dagli altopiani non raggiungono il mare, anche se contribuiscono a formare consistenti riserve di falde acquifere.
Gli altopiani centrali si trovano a un'altezza superiore ai 2000 m. Quest'area riceve minori precipitazioni rispetto agli altopiani occidentali perché posta al riparo delle montagne, ma riceve comunque pioggia a sufficienza perché si possano realizzare colture estensive, tanto di frumento quanto di orzo. Qui le temperature diurne sono tra le più elevate della Terra: variazioni tra i 30 °C del giorno agli 0 °C della notte sono considerate normali. La capitale San'a si trova in questa regione. La montagna più alta dell'altopiano yemenita è il Jabal Nabi Shuab, alto 3760 m s.l.m.
Il deserto del Rubʿ al-Khālī a est si trova a un'altitudine molto inferiore, generalmente sotto i 1000 m e non riceve quasi alcuna precipitazione piovosa. È popolato unicamente da beduini che allevano mandrie di dromedari.

### Idrografia
Lo Yemen è caratterizzato dai solchi dei widyān (pl. di wādī), che attraversano varie zone del paese e hanno percorsi differenti tra loro; nella fascia occidentale l'orlo dell'altopiano essi sono corsi d'acqua veloci e a regime torrentizio, che scendono dalla scarpata sia verso il mare (wādī Saham), sia verso i deserti dell'interno (wādī Adhana); al centro del territorio, su un tratto parallelo alla linea di costa scorre, per ca. 600 km, il maggiore dei fiumi yemeniti, il wādī Ḥaḍramawt (che poi, in direzione della foce, assume il nome diwādī al-Masila). Nella fascia orientale i widyān si perdono per lo più nelle sabbie del deserto.

### Clima
Il clima è prevalentemente tropicale; sulla costa le estati sono molto calde e umide, temperate sugli altopiani. I periodi migliori per visitare gli altopiani sono marzo-aprile e ottobre-novembre. Sulle coste il periodo più adatto va da dicembre a febbraio; le temperature vanno dai 24 gradi di gennaio ai 32 di giugno ad Aden, mentre a San'aa si hanno medie massime di 20 °C e minime persino di −5 °C; per quanto riguarda le precipitazioni, sono più frequenti nelle aree montuose, mentre nelle zone interne sono scarse e il terreno è perlopiù arido.

## Società

### Demografia

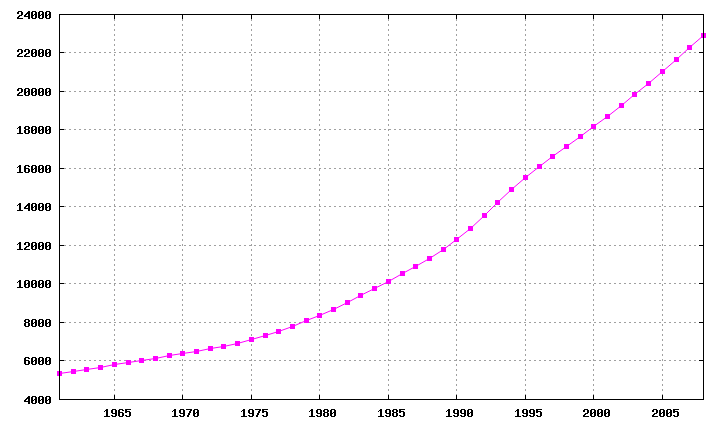
Crescita demografica dello Yemen dal 1960 al 2005.

Lo Yemen è quasi esclusivamente abitato da cittadini di etnia araba. Il 93% della popolazione è composto da yemeniti, il resto sono somali (3%), afro-yemeniti (2%) ed europei (1%). Nel 2018 la popolazione era di 28 498 683 di abitanti, con una densità per chilometro quadrato di 44,7 abitanti e un tasso di crescita del 2,58% annuo nel 2012.

#### Città principali

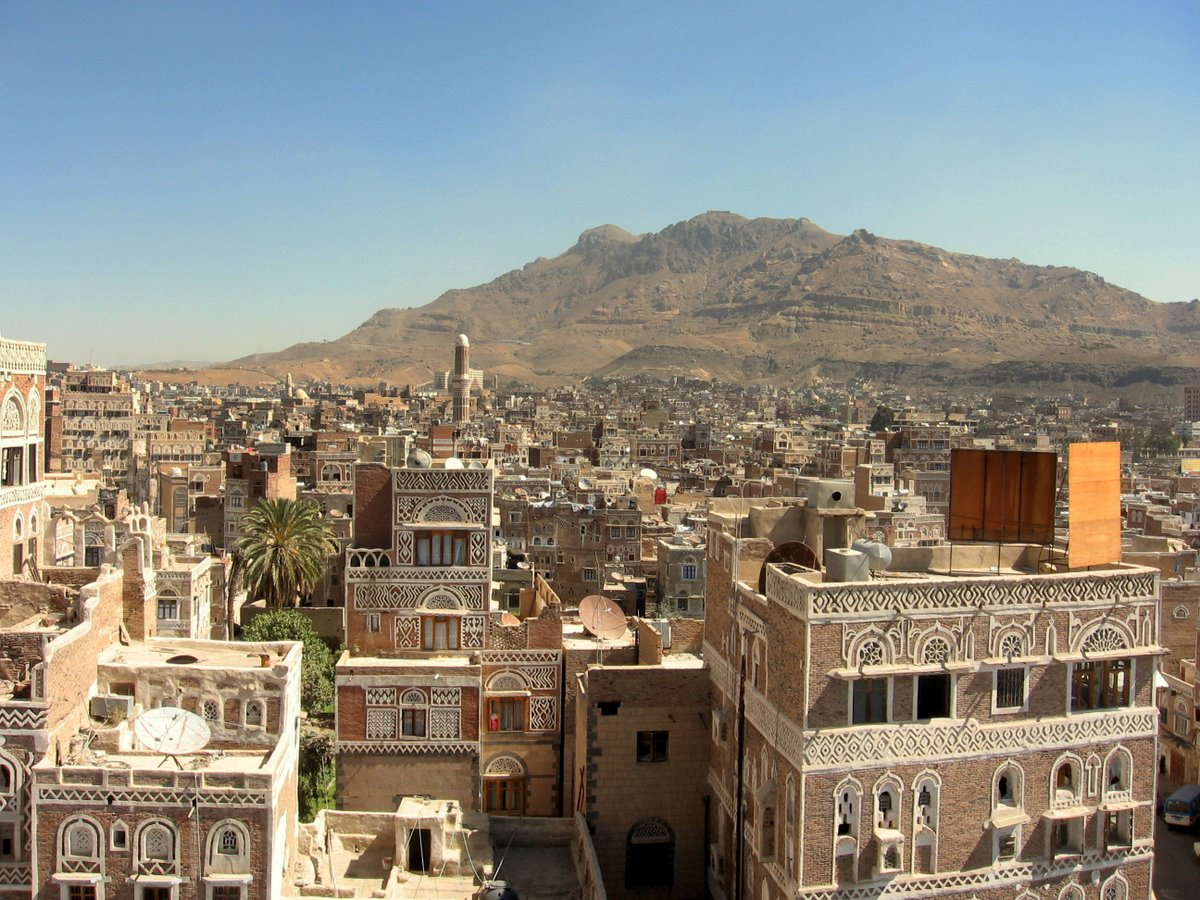
La città vecchia di San'a.

| Città         | Popolazione 1994 | Popolazione 2004 |
| ------------- | ---------------- | ---------------- |
| Sanaa         | 954 448          | 2 431 649        |
| Ta'izz        | 317 571          | 596 672          |
| Hodeida       | 298 452          | 548 433          |
| Aden          | 398 294          | 507 355          |
| Ibb           | 103 312          | 225 611          |
| Dhamar        | 82 920           | 160 114          |
| al-Mukalla    | 122 359          | 144 137          |
| Zinjibar      | 50 346           | 70 801           |
| Say'un        | 58 383           | 69 993           |
| al-Shihr      | 48 577           | 68 313           |
| Sa'da         | 27 621           | 60 487           |
| Zabid         | 44 239           | 50 781           |
| Hajja         | 24 645           | 46 568           |
| Bajil         | 48 561           | 46 005           |
| Dhi al-Sufal  | 31 963           | 44 949           |
| Rida'         | 39 227           | 44 755           |
| Bayt al-Faqih | 28 773           | 41 652           |
| al-Marawi'a   | 30 504           | 39 911           |

- Ahwar
- Al Qasha
- Jibla
- Kawkaban
- Ma'rib
- Yarim

### Religione
L'Islam è religione di stato nello Yemen ed è praticato dalla quasi totalità della popolazione. Circa il 47% dei musulmani locali è sciita e il 53% sunnita, secondo l'UNHCR. I sunniti seguono primariamente la scuola Shafi'i ma sono presenti gruppi significativi di seguaci delle scuole Maliki e Hanbali. Gli sciiti sono soprattutto di confessione Zaydita con importanti minoranze Ismailite e Duodecimane.
I sunniti predominano nel sud e sudest del paese, gli zaiditi/sciiti nel nord e nordovest, mentre gli ismailiti si trovano nelle principali città come Sana'a e Ma'rib. Nelle grandi città vi sono comunità miste fra queste distinte confessioni e scuole giuridiche. Appena lo 0.05% degli Yemeniti non è musulmano – si tratta di seguaci del Cristianesimo, del Giudaismo, dell'Induismo, o di persone senza affiliazione religiosa.
La millenaria presenza ebraica nello Yemen, già gravemente indebolita dalla massiccia emigrazione causata nei primi anni cinquanta del XX secolo dalla nascita dello Stato di Israele, assai male accolta dai musulmani, si sarebbe conclusa nel 2009 quando quelli che si ritenevano essere gli ultimi esponenti della comunità, minacciati sia da al-Qāʿida che dai ribelli sciiti, sono emigrati in Israele e negli Stati Uniti.

### Lingue
Anche se la lingua nazionale è l'arabo (parlato in diversi dialetti regionali), lo Yemen è una delle madrepatrie della famiglia di lingue semitiche, che include anche le lingue non arabe dell'antico regno dei sabei. A Socotra gli abitanti parlano un loro dialetto, il soqotri.
L'inglese è insegnato come lingua straniera nelle scuole pubbliche, anche se la qualità dell'istruzione pubblica è bassa. Il numero di persone che parlano l'inglese nello Yemen è basso se comparato a quello di altri Paesi arabofoni, come l'Egitto, il Libano o l'Arabia Saudita. Le scuole private hanno inserito nel proprio insegnamento anche lo studio del francese.

## Ordinamento dello stato
Lo Yemen, secondo la costituzione del 16 maggio 1991 più volte modificata, è una repubblica presidenziale. Anche se in teoria il sistema politico è basato sul pluralismo politico, il Congresso generale del Popolo (il cui leader era il presidente Saleh) è stato per decenni il partito dominante.

### Suddivisione amministrativa

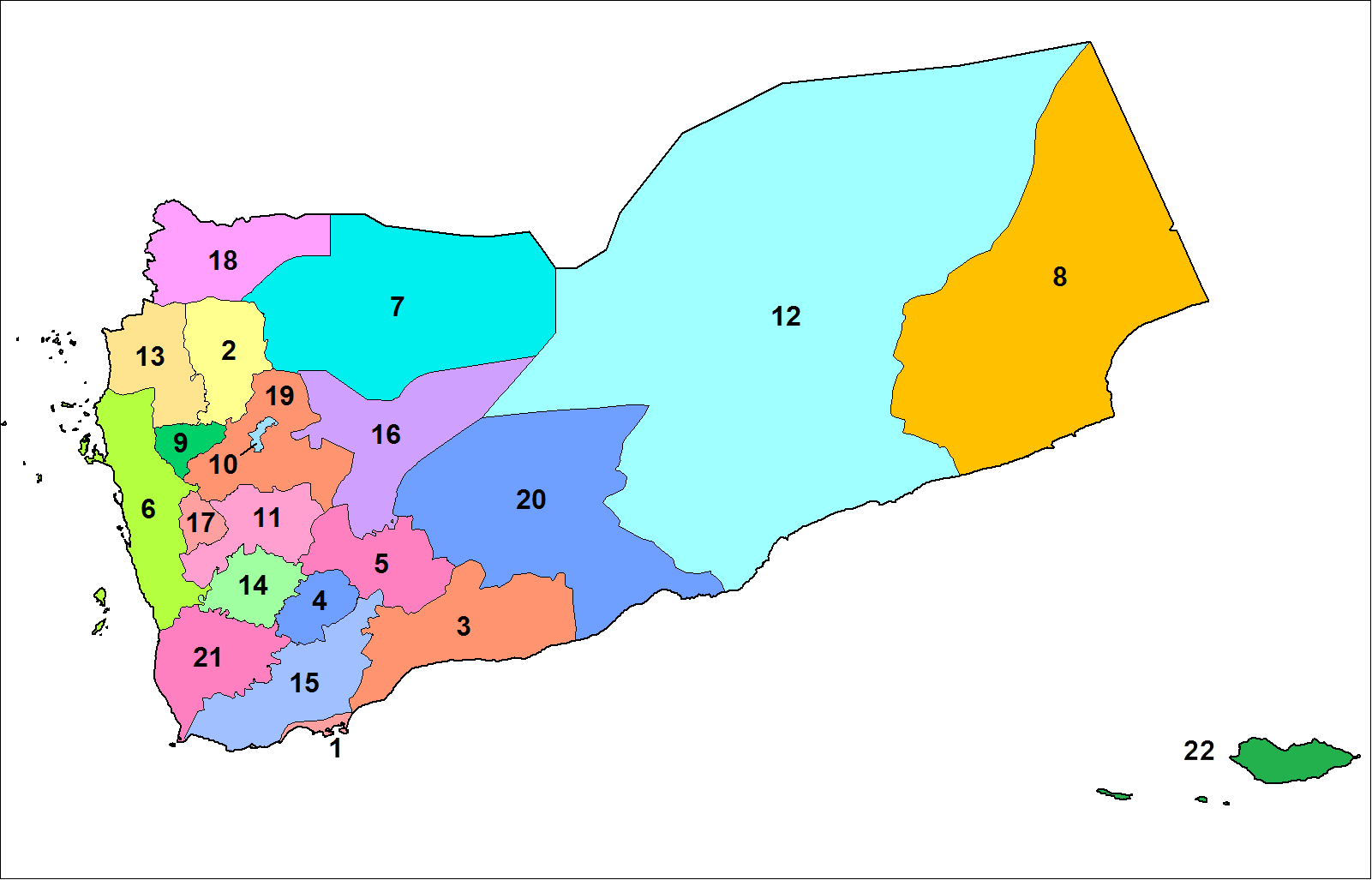
Mappa dei governatorati.

Dal febbraio del 2004, lo Yemen è suddiviso in 21 governatorati e una municipalità.
| Num. | Governatorato          | Capitale   | Superficie (km²) | Abitanti  |
| ---- | ---------------------- | ---------- | ---------------- | --------- |
| 1    | ʿAdan                  | Aden       | 825              | 589 419   |
| 2    | ʿAmrān                 | ʿAmrān     | 9 013            | 877 786   |
| 3    | Abyan                  | Zinjibar   | 20 380           | 433 819   |
| 4    | al-Ḍāliʿ               | al-Ḍāliʿ   | 4 448            | 470 564   |
| 5    | al-Bayḍāʾ              | al-Bayḍāʾ  | 10 487           | 577 369   |
| 6    | al-Ḥudayda             | al-Ḥudayda | 15 407           | 2 157 552 |
| 7    | al-Jawf                | al-Jawf    | 46 170           | 443 797   |
| 8    | al-Mahra               | al-Ghayḍa  | 78 073           | 88 594    |
| 9    | al-Maḥwīt              | al-Maḥwīt  | 2 452            | 494 557   |
| 10   | Municipalità di Ṣanʿāʾ | Ṣanʿāʾ     | 126              | 1 747 834 |
| 11   | Dhāmar                 | Dhāmar     | 8 705            | 1 330 108 |
| 12   | Ḥaḍramawt              | al-Mukallā | 195 626          | 1 028 556 |
| 13   | Ḥajja                  | Ḥajja      | 9 376            | 1 479 568 |
| 14   | Ibb                    | Ibb        | 6 031            | 2 131 861 |
| 15   | Laḥij                  | Lahij      | 14 003           | 2 131 861 |
| 16   | Maʿrib                 | Ma'rib     | 19 529           | 238 522   |
| 17   | Rayma                  | al-Jabin   | 2 239            | 394 448   |
| 18   | Saʿda                  | Sa'da      | 14 364           | 695 033   |
| 19   | Ṣanʿāʾ                 | San'a      | 13 730           | 919 215   |
| 20   | Shabwa                 | 'Ataq      | 45 519           | 470 440   |
| 21   | Taʿizz                 | Ta'izz     | 11 573           | 2 393 425 |
| 22   | Socotra                | Hadibu     | 3 796            | 59 293    |

### Città principali
| Città         | Popolazione 1994 | Popolazione 2004 |
| ------------- | ---------------- | ---------------- |
| Sanaa         | 954 448          | 2 431 649        |
| Ta'izz        | 317 571          | 596 672          |
| Hodeida       | 298 452          | 548 433          |
| Aden          | 398 294          | 507 355          |
| Ibb           | 103 312          | 225 611          |
| Dhamar        | 82 920           | 160 114          |
| al-Mukalla    | 122 359          | 144 137          |
| Zinjibar      | 50 346           | 70 801           |
| Say'un        | 58 383           | 69 993           |
| al-Shihr      | 48 577           | 68 313           |
| Sa'da         | 27 621           | 60 487           |
| Zabid         | 44 239           | 50 781           |
| Hajja         | 24 645           | 46 568           |
| Bajil         | 48 561           | 46 005           |
| Dhi al-Sufal  | 31 963           | 44 949           |
| Rida'         | 39 227           | 44 755           |
| Bayt al-Faqih | 28 773           | 41 652           |
| al-Marawi'a   | 30 504           | 39 911           |

- Ahwar
- Al Qasha
- Jibla
- Kawkaban
- Ma'rib
- Yarim

## Istruzione

### Università
L'Università di Sana'a è stata istituita nel 1970.

## Politica
Lo Yemen è una repubblica con un parlamento bicamerale. In base alla costituzione del 1991, un presidente eletto, una Assemblea dei rappresentanti composta da 301 membri eletti, e un Consiglio Shura di 111 membri nominati condividono il potere. Il presidente è il capo di Stato, mentre il primo ministro è il capo del governo. A Sana'a, un Consiglio Politico Supremo (non riconosciuto a livello internazionale) forma il governo.
La costituzione del 1991 prevede che il presidente sia eletto dal voto popolare da almeno due candidati sostenuti da almeno 15 membri del parlamento. Il primo ministro, a sua volta, è nominato dal presidente e deve essere approvato da almeno i due terzi del parlamento. Il mandato presidenziale è di sette anni, mentre il mandato parlamentare è di sei anni. Il diritto di voto è universale per le persone di età pari o superiore a 18 anni, ma solo i musulmani possono ricoprire cariche elettive.
Il presidente Ali Abdullah Saleh è diventato il primo presidente eletto nello Yemen riunificato nel 1999 (sebbene fosse stato presidente dello Yemen unito dal 1990 e presidente dello Yemen del Nord dal 1978). È stato rieletto nel settembre 2006. La vittoria di Saleh è stata contrassegnata da un'elezione giudicata "parzialmente libera" dagli osservatori internazionali, sebbene sia stata accompagnata da violenze, violazioni della libertà di stampa e accuse di frode. Le elezioni parlamentari si sono tenute nell'aprile 2003, e il Congresso Generale del Popolo ha mantenuto una maggioranza assoluta. Saleh è rimasto quasi indiscusso nel suo ruolo fino al 2011, quando la frustrazione locale per il suo rifiuto di indire un'altra tornata elettorale, unita all'impatto della Primavera Araba del 2011, ha portato a proteste di massa. Nel 2012 è stato costretto a dimettersi, anche se è rimasto un importante attore nella politica yemenita, alleandosi con gli Houthi durante la loro presa di potere a metà degli anni 2010.
La costituzione prevede un potere giudiziario indipendente. I codici legali dell'ex Yemen del Nord e del Sud sono stati unificati. Il sistema legale comprende tribunali commerciali separati e una Corte Suprema con sede a Sana'a. La Sharia è la principale fonte di legge, con molte controversie giudicate in base ai principi religiosi e molti giudici che sono studiosi religiosi oltre che autorità legali. La Legge sull'Organizzazione dell'Autorità Carceraria, Decreto repubblicano n. 48 del 1981, e i regolamenti sulla Legge Carceraria forniscono il quadro legale per la gestione del sistema carcerario del paese.

### Politica estera

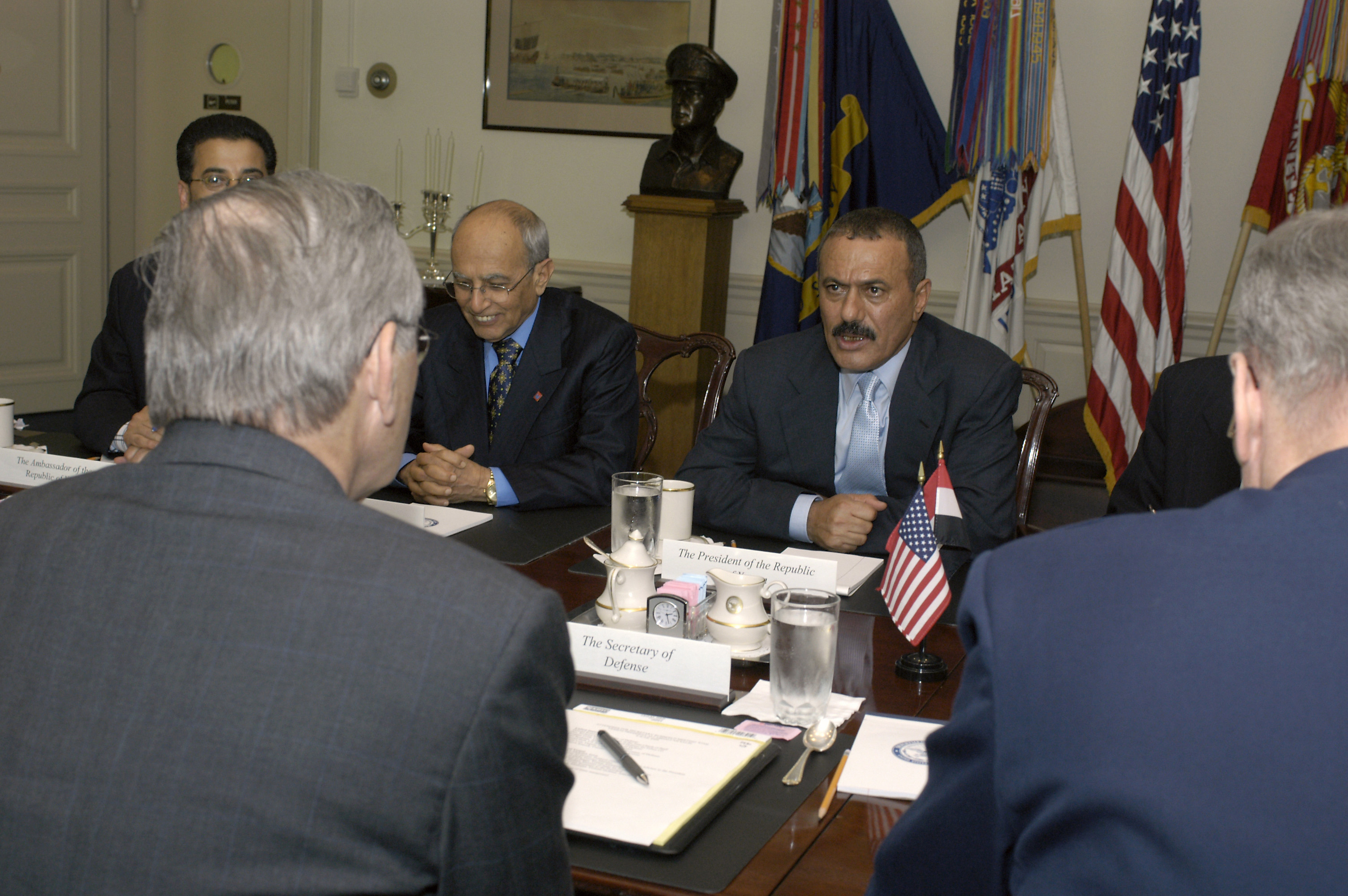
Saleh al Pentagono, 8 giugno 2004.

Lo Yemen è uno dei membri fondatori della Lega Araba. Ammessa alle Nazioni Unite nel 1947. Le divisioni interne allo Yemen stanno avendo anche un riflesso internazionale: il Presidente yemenita ʿAbd Rabbo Manṣūr Hādī, nel luglio del 2012, ha denunciato la scoperta di una rete di cellule iraniane creata, secondo le accuse della autorità locali, per finanziare e sostenere il movimento separatista degli Huthi. La scoperta della cellula iraniana ha innescato una crisi diplomatica tra Iran e Yemen, con il rifiuto del Presidente di Sana'a di incontrare il Presidente iraniano Ahmadinejad. Nel maggio 2012, un articolo del Guardian riportava la notizia che un attivista proveniente dal sud dello Yemen era stato avvicinato da agenti iraniani allo scopo di formare un movimento secessionista nel sud del Paese. Dopo il primo approccio, i diversi attivisti erano stati poi trasferiti a Damasco per incontrare rappresentanti del Governo iraniano presso l'Ambasciata dell'Iran in Siria. Nonostante il comune dialetto e la comune religione, anche le relazioni diplomatiche con la vicina Arabia Saudita hanno subito diverse crisi, dovute a dispute di tipo territoriale, particolarmente sulla linea di confine tra i due Paesi. Si tratta di un lontano conflitto, ancora non totalmente sanato nonostante il Trattato di Ṭāʾif del 1934.
L'Arabia Saudita sostiene il presidente ufficiale Hadi che, per evitare gli arresti domiciliari a febbraio, ha insediato ad Aden la nuova capitale provvisoria del suo Governo. Il 19 marzo 2015 gli Huthi hanno bombardato con aerei da guerra il palazzo presidenziale ad Aden, dando corso a una vera e propria guerra civile. Nel Paese più povero del Golfo, è presente uno dei più forti bracci di al-Qāʿida, quello attivo in Yemen.
Il 20 marzo 2015 un duplice attacco suicida ha colpito a mezzogiorno, durante la preghiera del venerdì, due moschee nella capitale Ṣanʿāʾ, le moschee sciite huthi di Badr e al-Hashūsh, con un bilancio di 137 morti. Mentre al-Qāʿida si è già distanziata dall'attacco, su Twitter il califfato ha fatto girare un comunicato nel quale promette che l'azione sarà solo la prima “di un'inondazione"; secondo la Casa Bianca è tutta da verificare la reale presenza dell'Isis nel Paese. Si tratta solo di propaganda, ha detto il portavoce Earnest. Con quest'atto si verifica la contrapposizione interna ai musulmani, fra Huthi e Isis.
Su iniziativa e con la leadership politica e militare dell'Arabia Saudita, ad aprile 2015, il Consiglio di cooperazione del Golfo incluso il Qatar ha deliberato un intervento militare nella guerra interna yemenita. Al CCG si sono aggiunti Marocco, Giordania, Sudan e Pakistan. Mentre Obama firma un pre-accordo con l'Iran sul programma nucleare, a cui sono contrari tanto Israele quanto i Paesi del Golfo, l'Arabia prende le distanze dal suo storico alleato statunitense attaccando gli Houthi, che sono sostenuti dall'Iran.

### Ordinamento scolastico

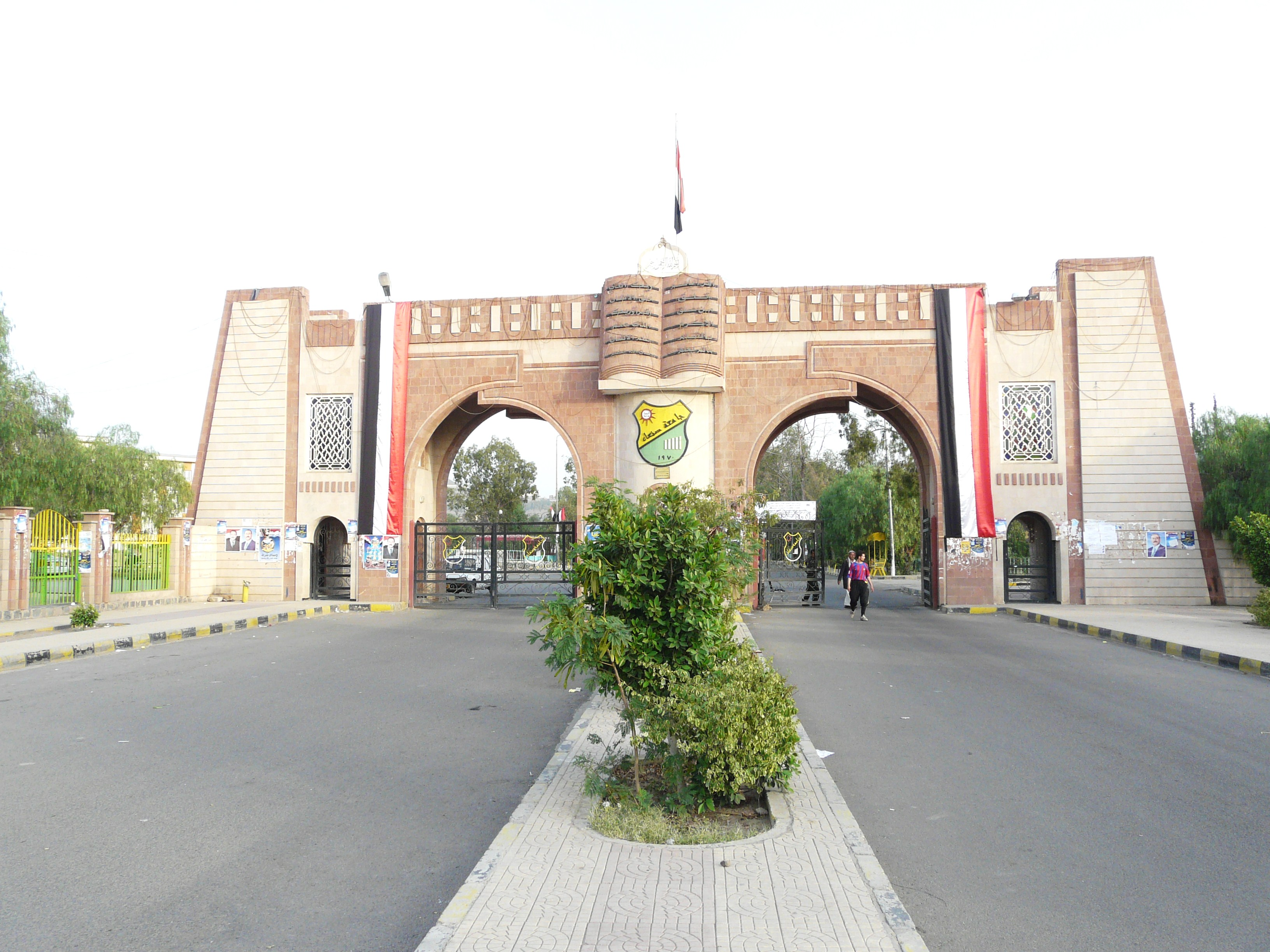
La nuova università di Sana'a.

A differenza della scuola primaria italiana, quella yemenita dura 9 anni, obbligatoria, e forma i bambini dai 6 ai 15 anni di età. La scuola secondaria dura invece 3 anni: nel primo anno tutti seguono un programma generale, per poi nel secondo sceglierne uno letterario o scientifico. In alternativa possono optare per una scuola secondaria tecnica che offre formazione professionale, per una che forma personale sanitario o ancora una scuola secondaria agraria. La scuola terziaria, invece è un livello di istruzione introdotto solo negli anni Settanta, quando fu fondata l'Università di Sana'a. Il tasso di alfabetizzazione degli adulti nel 2010 è stato del 63,9 % e il governo si è impegnato a ridurre l'analfabetismo a meno del 10 % entro il 2025. Nello Yemen la formazione di base è composta da 9 anni di istruzione elementare obbligatoria per i bambini di età compresa tra 6-14 anni. Un progetto di sette anni per migliorare la qualità e l'efficienza dell'istruzione secondaria, concentrandosi sui bambini nelle zone rurali, è stato approvato dalla Banca Mondiale nel marzo 2008. A seguito di questo, lo Yemen ha aumentato la sua spesa per l'istruzione dal 4,5% del PIL nel 1995 al 9,6% nel 2005. Nel 2016, il tasso di arruolamento per entrambi i sessi era del 78% nel livello primario, del 39% nel livello secondario e del 5% nel livello terziario. Le iscrizioni femminili, però, sono drammaticamente diverse tra le regioni: a livello primario, sono tipicamente superiori al 50% nelle aree urbane, ma nelle aree rurali esse ammontano a meno della metà di quelle nelle città.

### Sistema sanitario

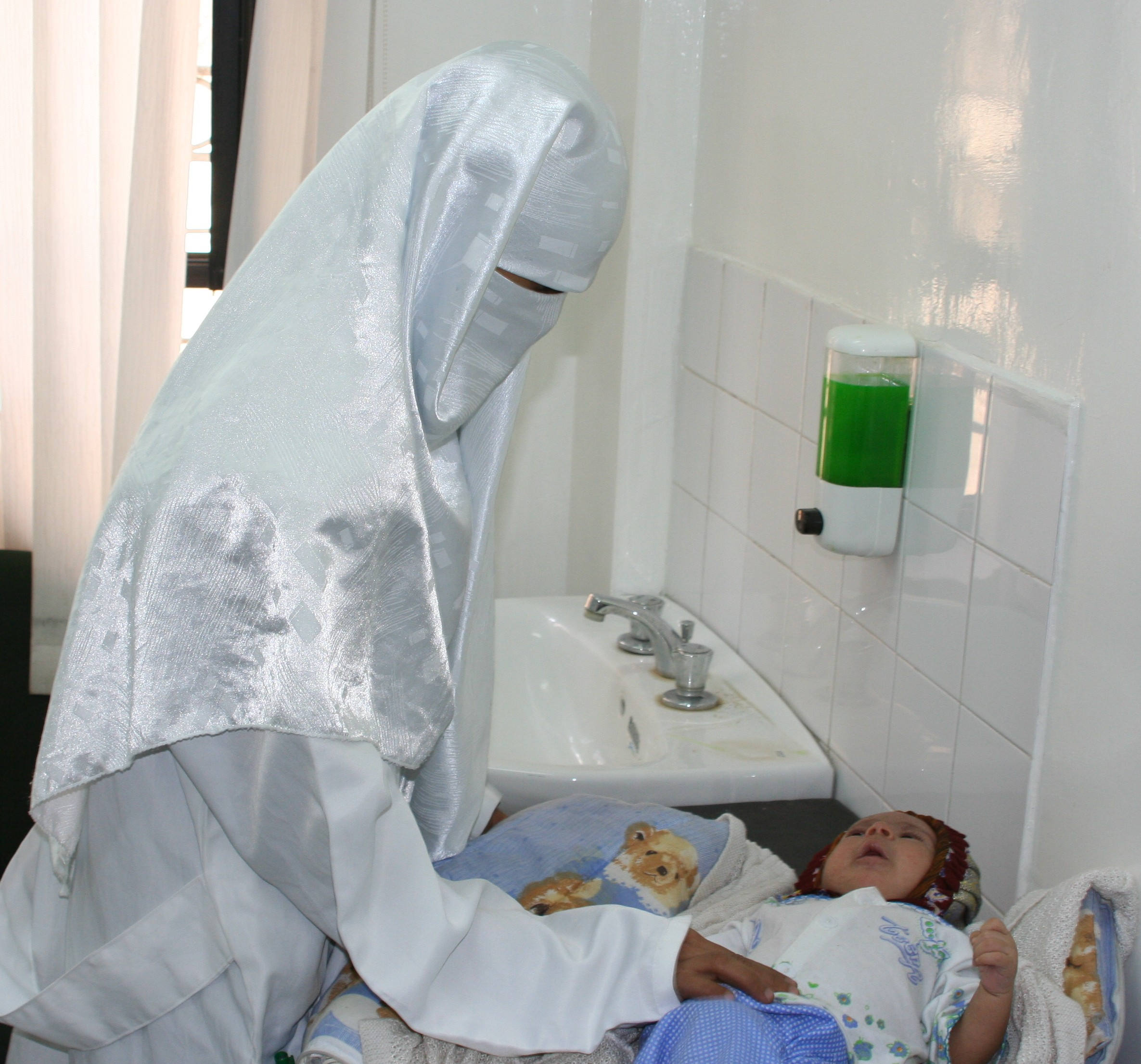
Una dottoressa yemenita visita un bambino in una clinica.

Secondo le stime del 2009, l'aspettativa di vita nello Yemen è 63 anni. Nonostante i significativi progressi che lo stato ha fatto per ampliare e migliorare il proprio sistema sanitario negli ultimi dieci anni, quest'ultimo rimane gravemente sottosviluppato. Le spese totali per l'assistenza sanitaria nel 2009 costituivano il 5,6% del prodotto interno lordo. In quello stesso anno, la spesa pro capite per la sanità è stata molto bassa rispetto ad altri paesi del Medio Oriente, circa 34 dollari pro capite secondo l'Organizzazione Mondiale della Sanità. Secondo la Banca Mondiale, il numero di medici nello Yemen è aumentato in media di oltre il 7% tra il 1995 e il 2000, ma a partire dal 2009 c'era una densità di 0,3 medici per 1 000 persone. Nel 2009 lo Yemen aveva solo una densità di posti letto disponibili di circa lo 0,7 per 1 000 persone. I servizi sanitari sono particolarmente scarsi nelle aree rurali, solo il 25% delle zone rurali sono coperte dai servizi sanitari, rispetto all'80% delle aree urbane. La maggior parte dei decessi infantili sono causate da malattie per le quali esistono vaccini. Inoltre Sana'a potrebbe diventare la prima capitale al mondo a corto di acqua potabile.

### Forze armate

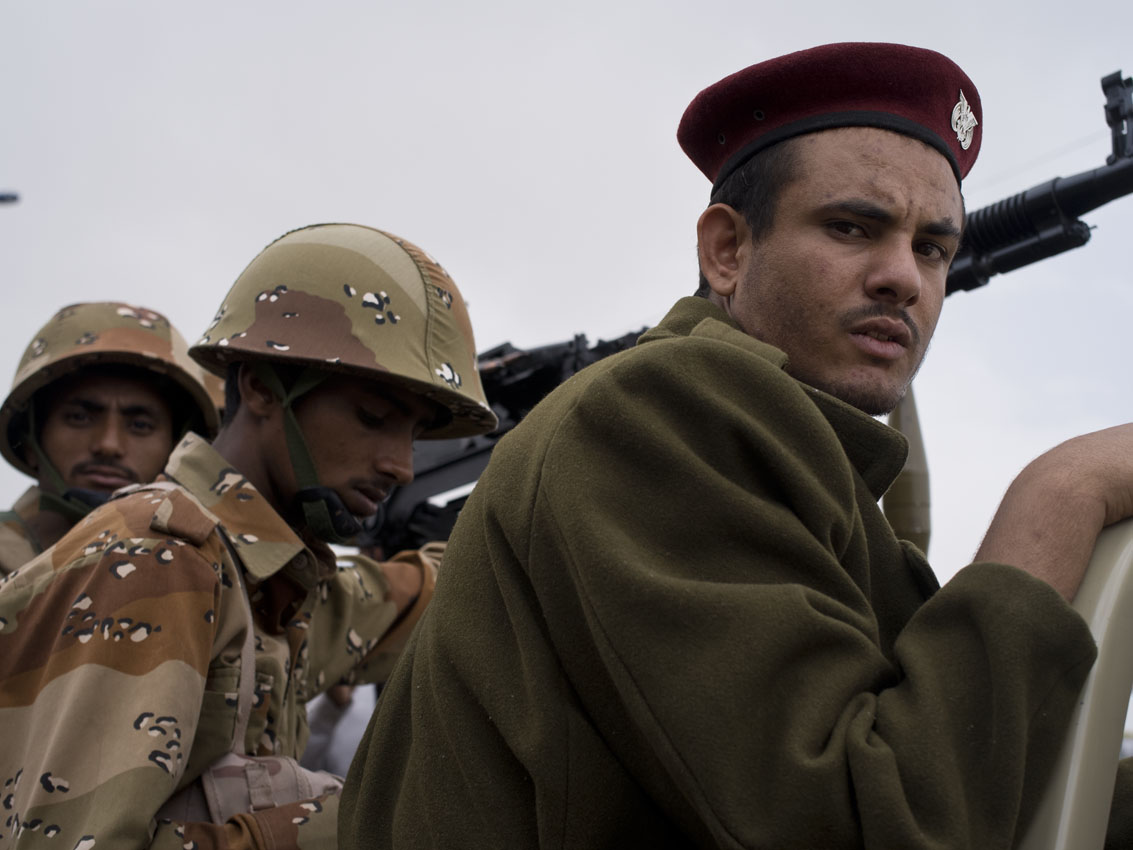
Soldati yemeniti nell'agosto 2011.

Le forze armate dello Yemen sono rappresentate dall'Esercito yemenita, dalla Marina militare yemenita (Al-Qūwāt al-Baḥrīyah al-Yamanīyah wa-al-difāʻ al-Sāḥilī) e dall'Aeronautica militare yemenita (Al-Quwwat al-Jawwiyya al-Yamaniyya). Una profonda riorganizzazione delle forze armate è in corso; le forze aeree unificate e le difese aeree sono ora sotto un unico comando. La marina ha la base ad Aden e il totale delle forze armate conta circa 401 000 persone attive. Il comandante delle forze armate è il Maresciallo Abd Rabbuh Mansur al- Hadi che è anche il Presidente dello Yemen. Il numero del personale militare nello Yemen è relativamente alto, infatti lo Yemen ha il secondo più grande esercito della penisola arabica dopo l'Arabia Saudita. Nel 2012 sono stati stimati come segue i seguenti numeri di truppe attive: esercito conta 390 000 militari; la marina ha 7 000 militari e l'aviazione sui 5 000 soldati. Nel settembre 2007, il governo ha annunciato il ripristino del servizio militare obbligatorio. La spesa per la difesa yemenita, che nel 2006 era il 6,6 per cento del bilancio statale, dovrebbe rimanere alta per il breve termine, perché le minacce alla sicurezza interna continuano a crescere. Nel 2012 lo Yemen aveva 5 652 256 persone impiegate nella difesa attiva.

## Economia

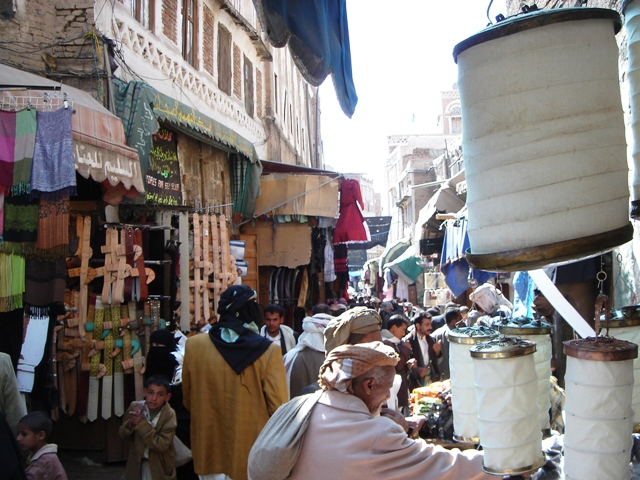
Mercato nello Yemen.

Lo Yemen rappresenta il più povero dei paesi della penisola arabica; la continua situazione di instabilità ha finora compromesso una reale attuazione dei progetti pubblici e privati e l'attuazione delle auspicate politiche di trasparenza e di incentivi agli investimenti stranieri. Il paese è uno dei meno sviluppati del pianeta con il PIL all'87º posto tra quelli mondiali, mentre è al 147º posto per PIL pro capite. La corruzione dilagante è il primo ostacolo allo sviluppo del paese, e limita gli investimenti locali e internazionali. Gli investimenti esteri infatti rimangono in gran parte concentrati intorno dell'industria petrolifera della nazione. All'inizio del 1995, il governo dello Yemen ha lanciato un programma di riforma economica, finanziaria e amministrativa (EFARP) con il sostegno della Banca Mondiale e del FMI. Questi programmi hanno avuto un impatto positivo sull'economia dello Yemen e hanno portato alla riduzione del deficit di bilancio che è diventato inferiore al 3% del prodotto interno lordo (PIL) nel periodo 1995-1999 e delle correzioni agli squilibri macro - finanziari con un tasso di crescita nel settore non-oil che è aumentato del 5,6% dal 1995 al 1997; nel 2011 c'era una forza lavoro corrispondente a 7 030 000 persone, mentre il tasso di disoccupazione era del 35% nel 2003. Dopo le riforme, dal 1999 al 2010 comunque l'economia yemenita è cresciuta sebbene con tassi di crescita bassi. Il prodotto interno lordo è cresciuto molto passando da 12,7 miliardi di dollari del 1999 ai 58,71 miliardi di dollari del 2011.

### Settore primario

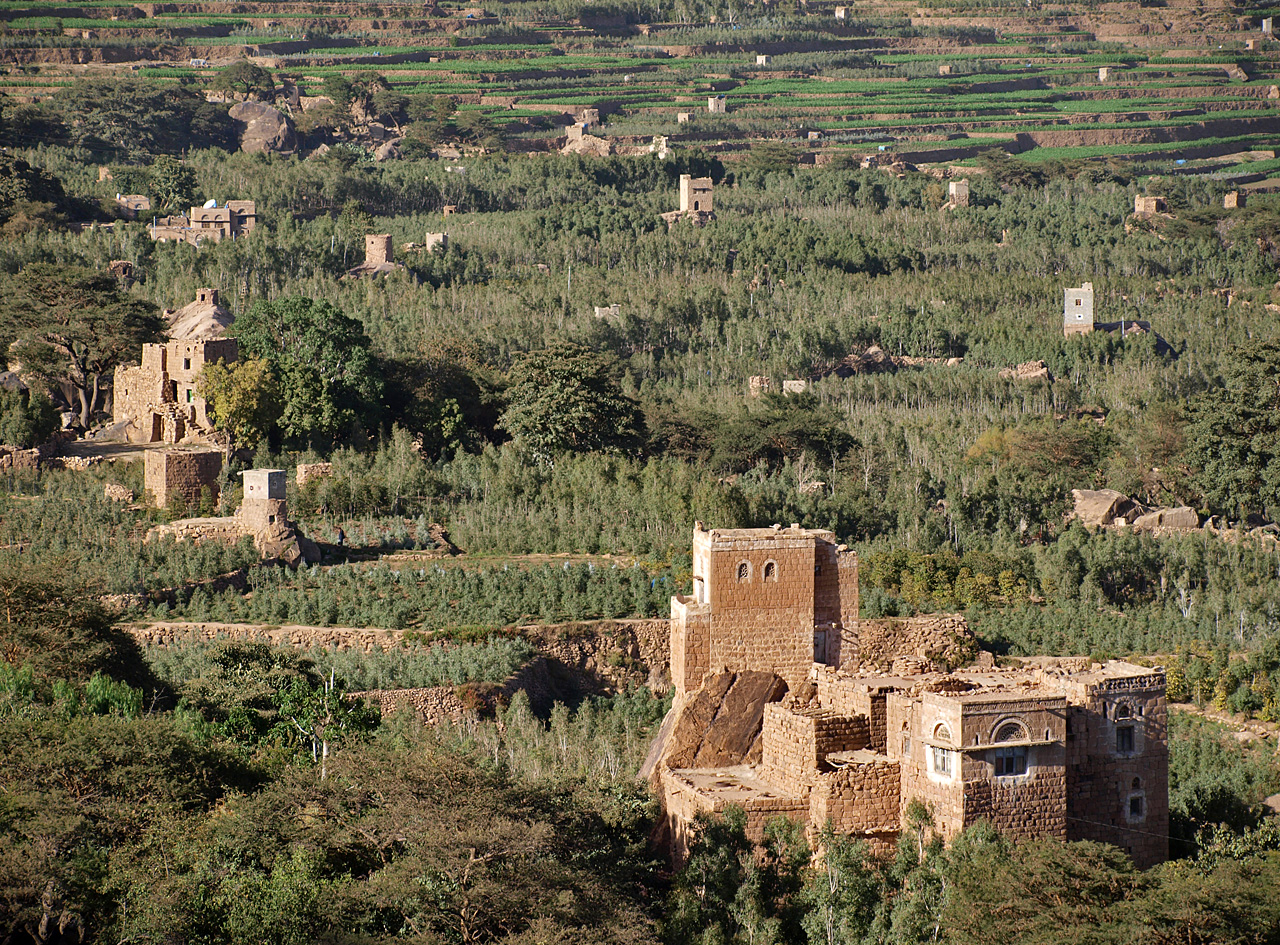
Coltivazione del qāt nello Yemen.

Il settore primario, incentrato soprattutto sull'agricoltura, occupa quasi metà della popolazione, anche se i territori non sono molto fertili, e solo in minima parte, per il 3%, sono coltivabili. I principali prodotti sono canna da zucchero, ricino, tabacco, cotone, qāt, frutta e ortaggi, legumi, cereali. Importante il caffè che viene anche esportato; l'allevamento comprende caprini, ovini e bovini; dromedari, cavalli e asini sono utilizzati come mezzi di trasporto.
La pesca viene praticata con successo specialmente nel porto di Hodeida, ma nonostante le estese acque territoriali e le risorse marine che hanno il potenziale di produrre 840 000 tonnellate di pesce ogni anno, l'industria della pesca è relativamente sottosviluppata ed è composta in gran parte da singoli pescatori con piccole imbarcazioni. Negli ultimi anni, il governo ha revocato le restrizioni sulle esportazioni di pesce, e la produzione ha raggiunto ricavi per un valore di 260 milioni di dollari nel 2005. Pesce e prodotti ittici rappresentano solo 1,7 per cento del PIL dello Yemen, ma sono la seconda più grande esportazione. Nel dicembre 2005, la Banca mondiale ha approvato un credito di 25 milioni di dollari per la gestione della pesca; questo progetto dovrebbe migliorare l'attività ittica, fornire ghiaccio per la conservazione del pesce, e permettere il Ministero della Pesca dello Yemen di intraprendere una pianificazione della gestione delle risorse, e delle attività di regolamentazione.

### Settore secondario

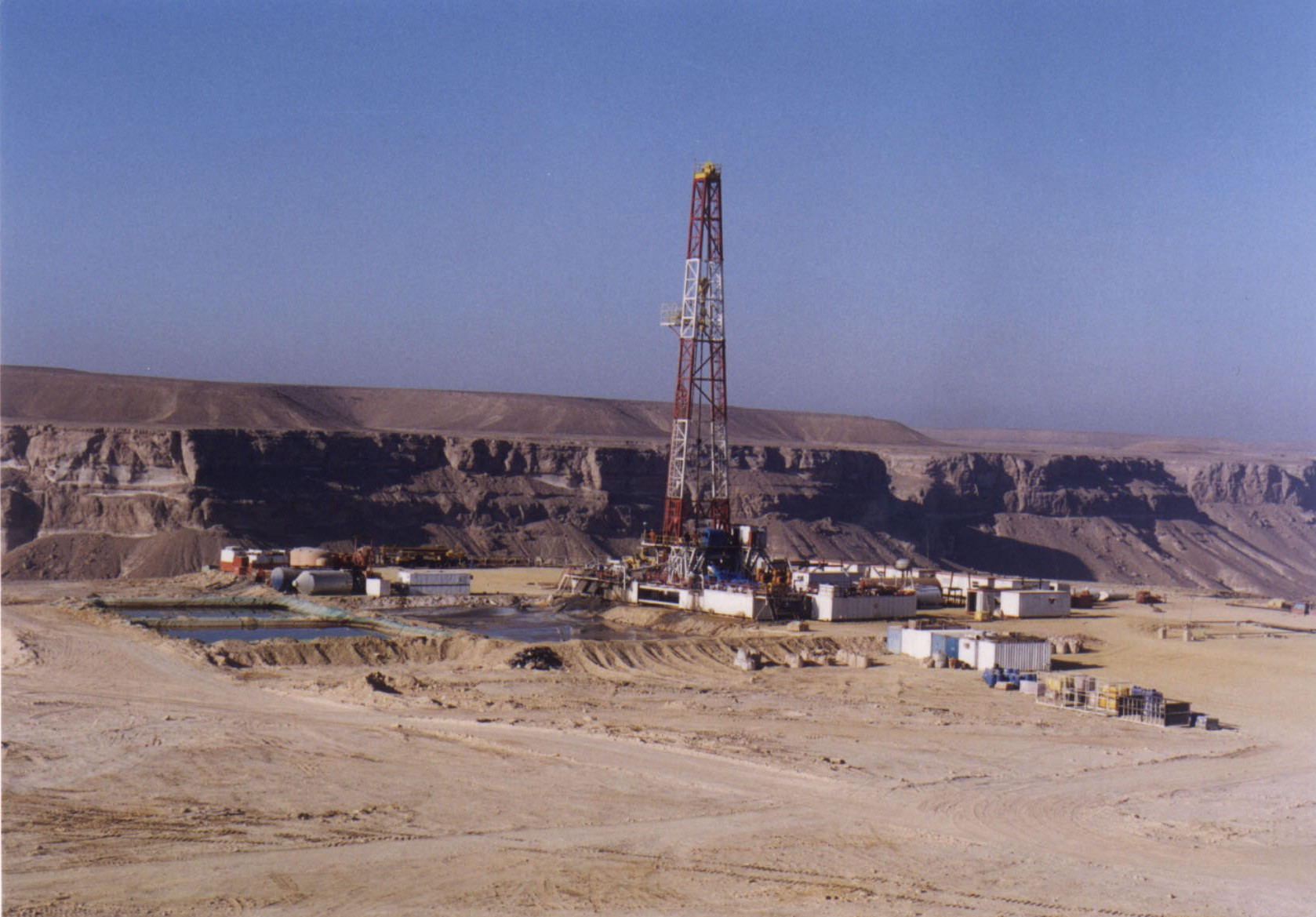
Giacimento di petrolio nello Yemen.

Riguardo al settore secondario, lo Yemen offre anche giacimenti minerari, da cui si estraggono petrolio e gas naturale in quantità però molto minore in confronto a gli altri paesi della penisola arabica; inoltre la produzione di petrolio è in netto calo, infatti al 2010 si attestava a 258 800 barili di petrolio al giorno; per quanto riguarda il gas naturale dal 2007 è partita la produzione e nel 2009 era arrivata a 520 000 000 metri cubi; altri prodotti del sottosuolo sono rame, piombo, zinco, molibdeno, nichel, oro, gesso e marmo, e diverse miniere di sale in più punti del paese, mentre la manifattura comprende impianti tessili, oleifici, manifatture di tabacchi, concerie. Sono presenti anche cementifici e impianti per la produzione di materie plastiche; l'artigianato yemenita produce prodotti quali tappeti, gioielli, oggetti in ferro e vetro; nel 2010 il tasso di crescita della produzione industriale è cresciuto del 9%.

### Settore terziario

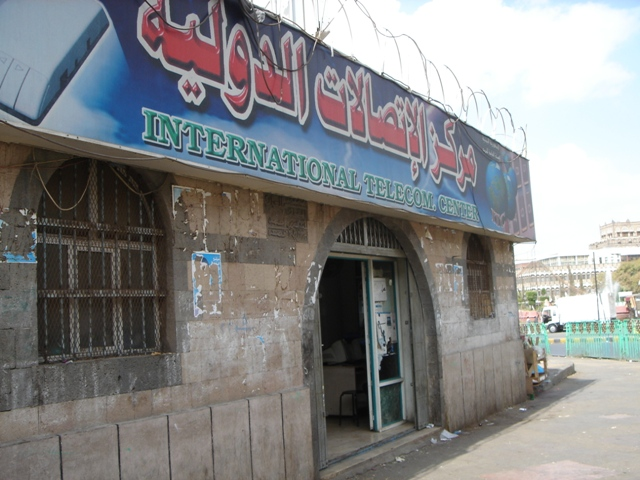
Un internet café a Sana'a.

Il terziario si sta gradualmente sviluppando, ma non ha ancora raggiunto livelli soddisfacenti, dal momento che gran parte del paese risente dell'instabilità politica statale; con la costruzione di moderne vie di comunicazione questo settore ha avuto notevoli impulsi, tanto che sono aumentati i flussi commerciali, ed è stato incrementato il commercio estero; vengono esportati prodotti come petrolio e i suoi derivati, cotone, caffè, cuoio e pelli, pesce.
Il sistema finanziario si regge sul sistema bancario, e lo Yemen non ha alcuna borsa valori. Il sistema bancario è costituito dalla Banca centrale dello Yemen, 15 banche commerciali (nove banche nazionali private, di cui quattro banche islamiche, quattro banche estere private e due banche di proprietà statale), nonché due banche di sviluppo statale specializzate. La Banca centrale dello Yemen controlla la politica monetaria e controlla il trasferimento di valute all'estero.
Il turismo ha notevolissime potenzialità di crescita soprattutto sulla costa, nelle isole (Socotra, Kamaran, ʿAbd al-Kūrī, Perim e le isole Hanish) e nella capitale Sana'a grazie a un mare praticamente incontaminato, ai siti storici e archeologici e all'architettura di case, palazzi, forti, moschee e minareti. L'industria turistica nello Yemen è ostacolata da infrastrutture limitate, nonché gravi problemi di sicurezza. Gli alberghi e i ristoranti del Paese sono sotto degli standard internazionali, e il trasporto aereo e stradale è in gran parte inadeguato. I rapimenti di turisti stranieri rimangono un problema, soprattutto al di fuori delle principali città, e insieme agli attentati terroristici, sono un ostacolo significativo per lo sviluppo del turismo; comunque recenti statistiche sugli arrivi di turisti nello Yemen, segnalavano una crescita infatti si è passati da 155 000 arrivi nel 2003 ai 274 000 del 2004.
In forte crescita il settore delle telecomunicazioni; infatti al 2009 erano 1 046 000 le linee telefoniche, mentre nel 1999 erano solo 188.000; anche la telefonia cellulare ha avuto un boom passando dai 8 250 cellulari del 1995 agli 11 085 000 cellulari del 2009; la linea internet dal 2008 invece sta diffondendosi sempre di più passando dai 370 000 utenti del 2008 ai 2 349 000 del 2009.

### Trasporti

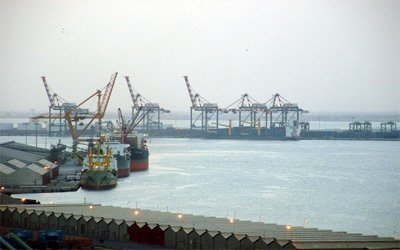
Porto di Aden.

Il governo yemenita ha investito molto per migliorare il sistema stradale, infatti si è passati dai 67000 km di strade del 1999 ai 71330 km del 2005, ma solo 620 km erano asfaltati.
In totale gli aeroporti nello Yemen erano 57 nel 2012. L'unico aeroporto internazionale è quello di Sana'a, che smista il traffico aereo yemenita sia in entrata che in uscita. Gli altri aeroporti del Paese sono l'Aeroporto di al-Hudayda, l'Aeroporto di Ta'izz, l'Aeroporto di Aden, l'Aeroporto di Riyān Mukallā, l'Aeroporto di Seyun, l'Aeroporto di Socotra (che collega l'isola alla penisola arabica) e l'Aeroporto di Mukalla; la compagnia di bandiera è Yemenia, che nel 2001 ha trasportato in totale 858 000 passeggeri.
I maggiori porti sono quelli di Aden, al-Hudayda, al-Mukallā, e Mokhā.
Nel paese sono totalmente assenti le ferrovie, ma dal 2005 ci sono progetti di costruzione soprattutto per quanto riguarda la zona costiera.

## Cultura

### Arte
(Pier Paolo Pasolini, tratto da Corpi e luoghi)

### Patrimoni dell'umanità
Alcuni siti dello Yemen sono stati iscritti nella Lista dei patrimoni dell'umanità dell'UNESCO.

### Produzione letteraria
In ambito letterario ma anche storico ricordiamo la figura di Wahb ibn Munabbih; in ambito poetico possiamo ricordare in particolare Waddah al-Yaman e Sabri Al-Haiki

### Teatro
La storia del teatro yemenita risale ad almeno un secolo fa, agli inizi del 1900. Compagnie teatrali dilettanti e professioniste (sponsorizzate dal governo) si esibiscono in grandi centri urbani del paese. Molti dei poeti significativi dello Yemen e autori, come Ali Ahmed Ba Kathir, Muhammad al-Sharafi, e Wajdi al-Ahdal, hanno scritto opere teatrali, poesie, romanzi e racconti di autori yemeniti come Mohammad ʿAbd al-Wali e ʿAbd al-ʿAzīz al-Maqale che sono stati anche adattati per il palcoscenico. Ci sono state produzioni teatrali di commedie di autori arabi come Tawfiq al-Hakim e Sa'd Allah Wannus e di autori occidentali, tra cui William Shakespeare, Luigi Pirandello, Berthold Brecht e Tennessee Williams. Storicamente parlando, la città portuale meridionale di Aden è la culla del teatro yemenita, ma negli ultimi decenni la capitale, Sana'a, ha ospitato numerosi festival di teatro, spesso in concomitanza con la Giornata Mondiale del Teatro.

### Musica

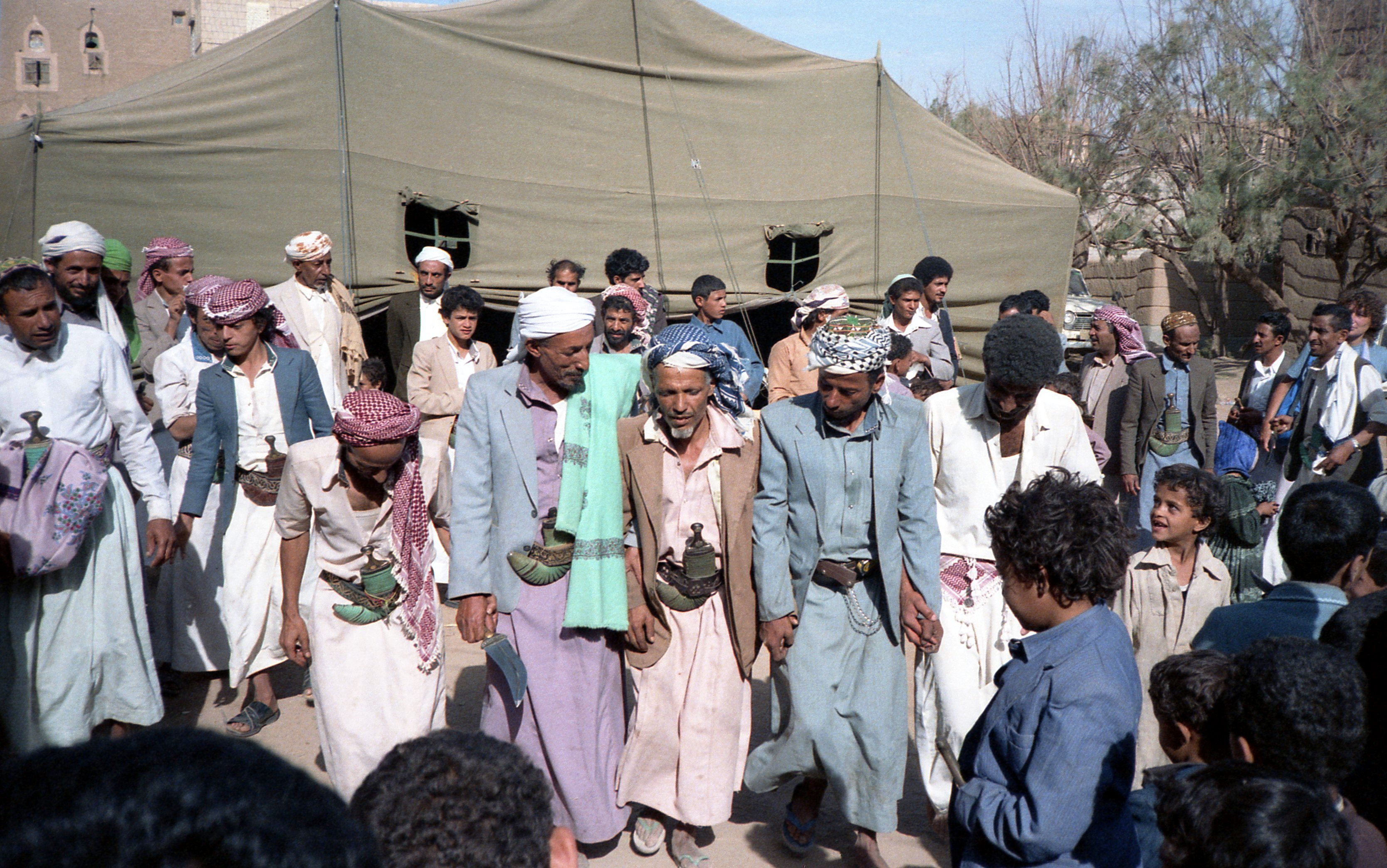
Danza a Sa'dah, Yemen

La musica dello Yemen è principalmente conosciuta all'estero per una serie di interpreti arabi ed ebrei yemeniti diventati stelle musicali in Israele nel corso del XX secolo. L'Inno nazionale dello Yemen è "United Republic", scritto da ʿAbd Allāh "al-Faẓūl" ʿAbd al-Wahhāb Nuʿmān. Tra i cantanti noti possiamo ricordare Ayoub Tarish. l'usignolo dello Yemen.
L'UNESCO ha proclamato il 7 novembre 2003 la tradizione di canti poetici di Ṣanʿāʾ, chiamati al-Ghināʾ al-Ṣanʿānī (Musica di Ṣanʿāʾ), un Patrimonio orale e immateriale dell'umanità.

### Cinema
L'industria cinematografica yemenita è nelle sue fasi iniziali: solo due film dello Yemen sono stati prodotti a partire dal 2008. Un nuovo giorno in Old Sana'a (2005), diretto dal regista Bader Ben Hirsi, racconta di un giovane che lotta fra mandare avanti un matrimonio tradizionale o fuggire con la donna che ama. Il film ha avuto riconoscimenti internazionali
Nel mese di agosto 2008, il ministro degli Interni dello Yemen, Muṭahhar al-Maṣrī, ha sostenuto il lancio di un nuovo lungometraggio per educare il pubblico sulle conseguenze di estremismo islamista. La scommessa a perdere (The Losing Bet) è stato prodotto da al-Faḍl Olfi. La trama segue due jihadisti yemeniti, che tornano dopo anni passati all'estero, che vengono rimandati a casa di una mente di al-Qāʿida per reclutare nuovi membri e per effettuare operazioni mortali nel paese.

### Ricorrenza nazionale
- 22 maggio: اليوم الوطني للجمهورية اليمنية :si celebra la Giornata dell'Unità, (la Riunificazione dello Yemen del 22 maggio 1990).

## Sport
Lo sport più praticato è il calcio; la Nazionale di calcio dello Yemen è affiliata alla FIFA dal 1980. In effetti il paese è stato unificato solo nel 1990 ma la selezione corrente è considerata erede della selezione del Nord. La nazionale di calcio yemenita non si è mai qualificata a un mondiale di calcio, non ha mai vinto la Coppa d'Asia e a gennaio 2014 figura al 180º posto nella classifica FIFA.
Il campionato di calcio locale è organizzato dalla Federazione calcistica dello Yemen. La Yemenita League è la prima divisione del paese ed è composta da quattordici squadre. Alcune delle componenti principali sono al-Ahli (Ṣanʿāʾ), al-Shaʿb Ibb e il vincitore del campionato nel 2006, al-Saqr. Oltre al campionato c'è la Yemenita's Cup, vinta nel 2006 da al-Shaʿb Ḥaḍramawt.
Il paese nel 2010 ha ospitato la Coppa delle Nazioni del Golfo 2010; per quanto riguarda gli altri sport, il paese ha vinto una medaglia di bronzo ai XV Giochi asiatici del 2006 Concorso Wushu.

## Cucina

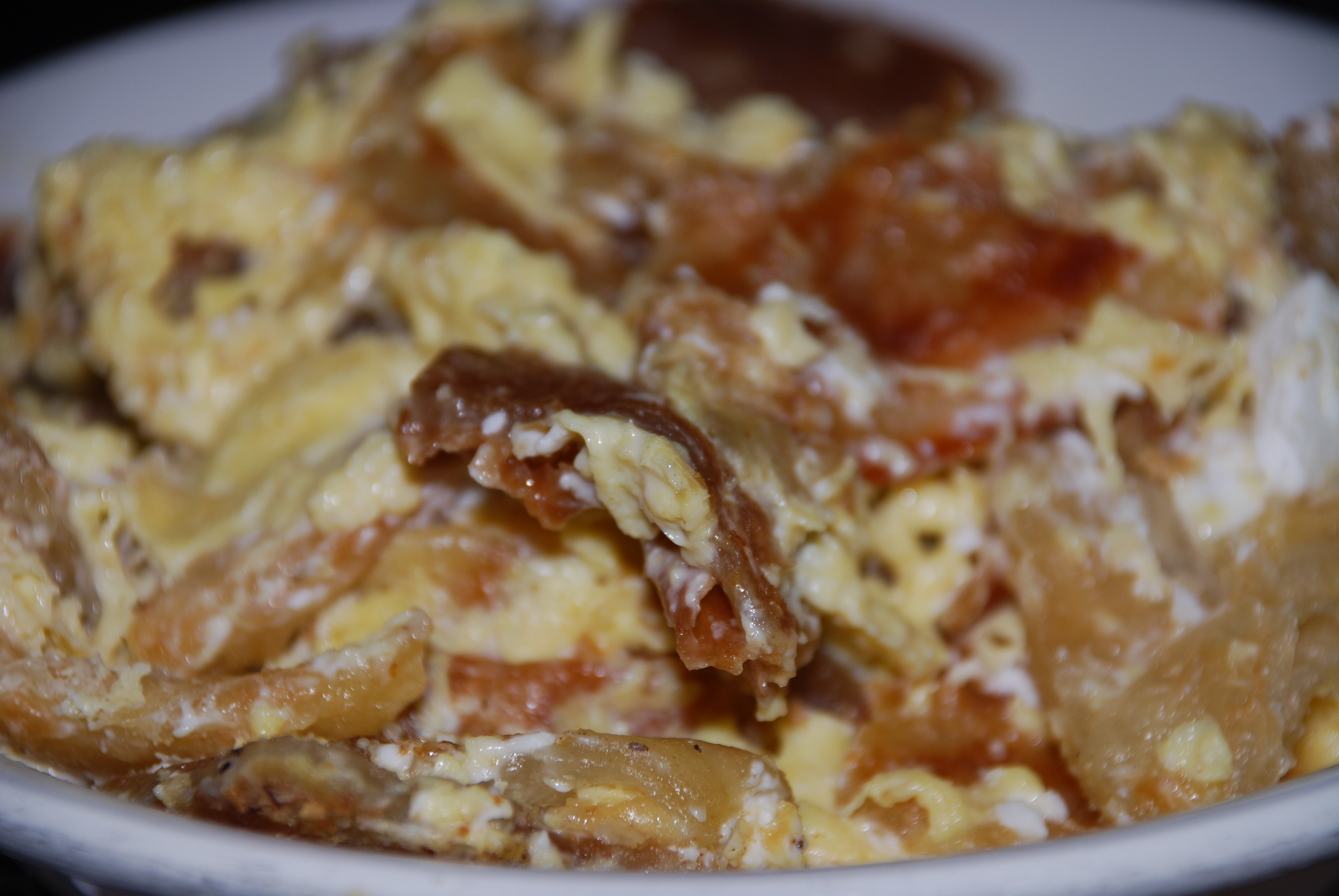
Fatut, piatto yemenita con pane e uova

La cucina yemenita è molto diversa dalla cucina del Medio Oriente e si differenzia leggermente da regione a regione. Il pollo e l'agnello sono mangiati molto più spesso del manzo, che è costoso. Il pesce è mangiato soprattutto nelle zone costiere.
Formaggio, burro e altri prodotti lattiero-caseari sono meno comuni nella dieta yemenita. Il burro, tuttavia, è usato quasi quotidianamente in alcuni villaggi dove è più disponibile. I grassi più comunemente utilizzati sono l'olio vegetale e il burro chiarificato, che viene usato nei piatti salati e in pasticceria.
Anche se ogni regione ha la sua variante, il salta è considerato il piatto nazionale. È uno stufato di carne chiamato maraq, con un ciuffo di fieno greco, e sahawiq o sahowqa (una miscela di peperoncino, pomodori, aglio, ed erbe in una salsa). Riso, patate, uova strapazzate e verdure vengono aggiunte nel salta. Si mangia tradizionalmente con il pane yemenita, che è utilizzato come un utensile per raccogliere il cibo.
Lo shakshuka è un piatto popolare nello Yemen: è fatto con uova, carne, pomodori, peperoni, cipolle e spezie (tra cui spesso cumino, curcuma e peperoncino), e di solito è servito con pane yemenita o il pane bianco utilizzato come un utensile.
Altri piatti popolari includono: asid, fahsa, tharid, Samak mofa, mandi, biryani, fattah, shafut e fatut.
Tè al latte (dopo il qat), tè nero (con cardamomo, chiodi di garofano, o menta), qishr (bucce di caffè), qahwa (caffè), karkadin (un infuso di fiori di ibisco essiccati), Naqe'e al-zabib (bevanda fredda), e diba'a (nettare di zucca) sono bevande popolari provenienti da tutto lo Yemen. Il mango e il succo di guava sono anche popolari.
Maluga e laxux sono i tipi più comuni di pane nello Yemen. Maluga si mangia con piatti a base di fagioli, come medames ful (simile al riso e fagioli). Laxux si mangia con curry, stufati, e minestre yemeniti, così come i piatti di riso.